# ورزشگاه تیوولی نوی
تیوولی-نوی (به آلمانی: Tivoli Neu) یک ورزشگاه چندمنظوره در شهر اینسبروک اتریش است. هم‌اکنون بیش‌تر برای مسابقات فوتبال مورد استفاده قرار می‌گیرد و زمین خانگی تیم اف‌سی واکر تیرول است. ورزشگاه ۱۷٬۴۰۰ نفر گنجایش دارد و در سال ۲۰۰۰ ساخته شده‌است. برای رقابت‌های قهرمانی فوتبال اروپا ۲۰۰۸ گنجایش آن به ۳۰٬۰۰۰ نفر گسترش خواهد یافت.
تیوولی-نوی بعد از ورزشگاه اصلی تیوولی نام‌گذاری شد که در جایی نزدیک ورزشگاه و کنار رود سیل می‌توان آن‌را پیدا کرد. ورزشگاه تیوولی در سال ۲۰۰۴ و ۴ سال بعد از افتتاح تیوولی-نوی بسته شد.